# Annona excellens
Annona excellens R.E.Fr. – gatunek rośliny z rodziny flaszowcowatych (Annonaceae Juss.). Występuje naturalnie w Peru, Boliwii oraz Brazylii (w stanach Acre, Amazonas i Rondônia). 

## Morfologia
PokrójZimozielone drzewo dorastające do 6–12 m wysokości. Gałęzie są owłosione.
LiścieMają kształt od eliptycznego do podłużnie eliptycznego. Mierzą 15–21 cm długości oraz 6–9 szerokości. Są skórzaste. Nasada liścia jest ostrokątna. Liść na brzegu jest całobrzegi. Wierzchołek jest ostry lub spiczasty. Ogonek liściowy jest owłosiony i dorasta do 10 mm długości.
KwiatySą zebrane w pęczkach. Rozwijają się w kątach pędów. Działki kielicha mają owalny kształt. Płatki mają kształt od owalnego do odwrotnie owalnego. Osiągają do 25–30 mm długości.